# NGC 1274
NGC 1274 ist eine elliptische Galaxie vom Hubble-Typ E3 im Sternbild Perseus am Nordsternhimmel. Sie ist schätzungsweise 292 Millionen Lichtjahre von der Milchstraße entfernt, hat einen Durchmesser von etwa 70.000 Lj und ist Mitglied des Perseus-Haufens Abell 426.
Im selben Himmelsareal befinden sich u. a. die Galaxien NGC 1273, NGC 1275, NGC 1277, NGC 1278.
Das Objekt wurde am 4. Dezember 1875 vom irischen Astronomen Lawrence Parsons, 4. Earl of Rosse entdeckt.